# Marija Aušrinė Pavilionienė
Marija Aušrinė Pavilionienė (ur. 6 kwietnia 1944 w Kownie) – litewska filolog, działaczka feministyczna, nauczyciel akademicki, posłanka na Sejm Republiki Litewskiej.

## Życiorys
W 1962 ukończyła szkołę średnią, a w 1967 studia na Państwowym Uniwersytecie Wileńskim z zakresu filologii angielskiej i literaturoznawstwa. Doktoryzowała się w 1977 na Uniwersytecie Kijowskim, a w 1999 habilitowała na macierzystej uczelni. W 1967 podjęła pracę na Wydziale Filologicznym Uniwersytetu Wileńskiego, od 1984 do 2001 zajmowała stanowisko docenta, następnie do 2004 pracowała jako profesor. W latach 90. zaczęła zajmować się problematyką feminizmu i kwestii płci, prowadząc tematyczne wykłady, redagowała także uniwersytecki periodyk „Feminizmas, visuomenė, kultūra”. Jest autorką publikacji naukowych z zakresu literatury światowej.
W wyborach w 2004 uzyskała mandat posłanki na Sejm z ramienia Partii Liberalno-Demokratycznej. W trakcie kadencji przeszła do Litewskiej Partii Socjaldemokratycznej. W 2008 nie uzyskała reelekcji, powróciła jednak do parlamentu już w 2009 w miejsce Viliji Blinkevičiūtė. W 2012 z ramienia LSDP odnowiła mandat deputowanej na kolejną kadencję. W wyborach w 2016 nie weszła ponownie do Sejmu, po czym wycofała się z polityki. 
Była żoną Rolandasa Pavilionisa, ma dwóch synów: Šarūnasa i Žygimantasa, który został litewskim ambasadorem w USA i Meksyku.